# Wehberg (Lüdenscheid)
Wehberg ist ein Stadtteil im gleichnamigen statistische Bezirk 14 der Kreisstadt Lüdenscheid im westlichen Sauerland, Nordrhein-Westfalen. Der Ortsteil und der statistische Bezirk liegen im Nordwesten des zusammenhängend bebauten Stadtgebietes. Seit 2010 werden auch das ausgedehnte Wohngebiet im Stadtteil „Grebbecke“ und der Stadtteil „Schafsbrücke“ mit zum statistischen Bezirk 14 (Wehberg) gezählt.

## Geschichte
Im Mittelalter war Wehberg eine von zehn Bauerschaften im Kirchspiel Lüdenscheid, der späteren Gemeinde Lüdenscheid-Land. Sie sollen mindestens seit dem 13. Jahrhundert bestanden haben. Lange befand sich hier eine mit Wasserkraft betriebene Getreidemühle. Ende des 19. Jahrhunderts wurde der noch genutzte katholische Friedhof der Stadt Lüdenscheid angelegt. Nach dem „Gesetz über die Grenzregelung zwischen Stadt und Landgemeinde Lüdenscheid“ vom 16. April 1935 wurde der Wehberg aus der Gemeinde Lüdenscheid-Land ausgegliedert und in die Stadt eingemeindet. Mit dem starken Bevölkerungszuwachs in den 1950er und 1960er Jahren entstand hier ein ausgedehntes, einheitlich konzipiertes Neubaugebiet mit Ein- und Mehrfamilienhäusern.
Bis vor einigen Jahrzehnten gab es sogar einen für Lüdenscheid wichtigen Güterbahnhof am Wehberg. Zur Verbindung mit der Staatsbahn in Lüdenscheid diente der Kreis Altenaer Eisenbahn (KAE) ab 11. April 1904 zudem die eine Kilometer lange Strecke zwischen Schafsbrücke Weiche und dem damaligen Güterbahnhof Wehberg. Dort wurden sowohl Güter von den Wagen der Kreis Altenaer Eisenbahn (KAE) auf die Wagen der Deutschen Bahn (DB) als auch Waren von den Wagen der Deutschen Bahn (DB) auf die Wagen der Kreis Altenaer Eisenbahn (KAE) verladen. Heute wird das Gelände des damaligen Güterbahnhof Wehberg größtenteils durch Einfamilienhäuser geprägt.

## Infrastruktur

### Allgemeine Infrastruktur
Als Ersatz für ein älteres Provisorium wurde 1979 die zur Christuskirchengemeinde von Lüdenscheid gehörende Markuskirche eingeweiht. Am Wehberg befindet sich jeweils ein katholischer und evangelischer Kindergarten, die Grundschule Wehberg, sowie die Adolf-Reichwein-Gesamtschule.
Bis heute ist die großflächige Wohnbebauung größtenteils erhalten geblieben. Trotz der dichten Bebauung gibt es einige Grünanlagen und Spielplätze für Kinder in dem Stadtteil. Die CVJM Kinder- und Jugendfreizeitstätte „Audrey's“ in der Straße „Im Olpendahl 52“ bietet außerdem vielfältige Veranstaltungen an.
Am Weg „Schmittenstück“ liegt zudem die mit 71 Gärten größte und heute älteste Kleingartenanlage von Lüdenscheid – diejenige des Kleingärtnervereins Wehberg. Der Verein wurde 1946 gegründet; die Anlage umfasst mittlerweile ca. 33.000 m².
In den Straßen „Am Drostenstück“, „An der Steinert“ und „Am Wendelpfad“ befindet sich ein ausgedehntes Industrie- und Gewerbegebiet. Viele der ansässigen Betriebe und beruflichen Bildungsstätten existieren dort schon seit einigen Jahrzehnten. Ein weiteres kleineres Gewerbegebiet befindet sich am oberen Teil der Straße „Im Olpendahl“. Am Grebbecker Weg entstand zudem eine Niederlassung  des TÜV Nord, der zuvor am Vogelberg angesiedelt war, und eine neue Autowaschanlage.
Am oberen Wehberg befindet sich der weithin sichtbare Fernmeldeturm Lange Sicht.

### Busdepot und Verwaltung der Märkischen Verkehrsgesellschaft (MVG)

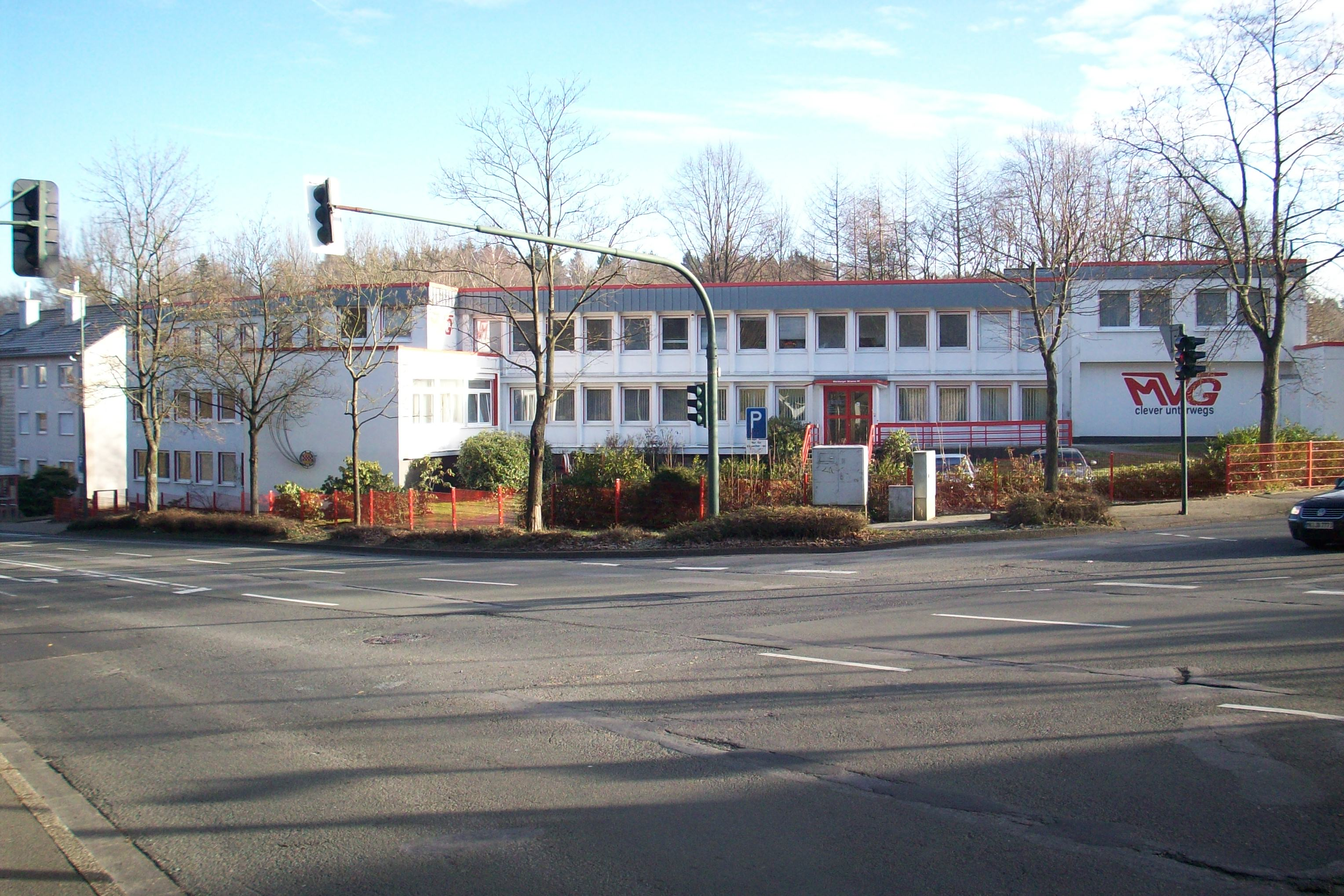
Verwaltungsgebäude der MVG

Die Verwaltung und das Lüdenscheider Busdepot der Märkischen Verkehrsgesellschaft (MVG) befinden sich auch im Stadtteil Wehberg.
Am 16. Februar 2013 wurde bekannt, dass die MVG für 11,5 Millionen Euro einen neuen Betriebshof planen. Dies sei notwendig geworden, da der alte Betriebshof an der Rahmedestraße bereits in die Jahre gekommen sei. Die Anlage wurde noch unter der Vorgängerin Mark Sauerland im Jahr 1956 eingeweiht. Politisch entschieden sei darüber allerdings noch nicht. Im kommenden Monat werde sich der Aufsichtsrat der Gesellschaft und erstmals der Kreisausschuss sowie der Kreistag mit dem Vorhaben beschäftigen. In dem alten Funktionsbau sei das Dach bereits undicht, die Hallentore ließen sich nicht mehr problemlos öffnen und schließen, die Energiekosten seien viel zu hoch und die Abläufe in der Werkstatt verliefen nicht mehr reibungslos. Die Umsetzung des Neubauprojektes soll – bei laufendem Betrieb – möglichst 2014 erfolgen. Die Summe für den Neubau des Betriebshofes will die Gesellschaft möglichst aus eigener Kraft stemmen – 500.000 Euro sollen dafür pro Jahr aus weiteren Einsparungen kommen.
Zudem wurde der Verwaltungsbau der MVG seit Ende Oktober 2013 umfassend saniert. Eine Sanierung mit rund 300.000 Euro ist laut deren Geschäftsführung wesentlich günstiger als ein kompletter Neubau gewesen. Im Zuge der Sanierungen wurden auch die Fenster komplett erneuert und ausreichend gedämmt. Mittelfristig sollen durch den Umbau auch die Energiekosten der MVG rapide gesenkt werden. Die Umbauarbeiten wurden bis zum Frühjahr 2014 abgeschlossen.

### Sanierung von Wohngebäuden der Lüdenscheider Wohnstätten AG
Im Jahr 2013 wurden die Wohngebäude in der Straße „Am Wiesenhang 6-10“ von den Lüdenscheider Wohnstätten AG (LüWo) umfassend saniert. Die Wohnungen sind während der Sanierungen neu zugeschnitten worden. Außerdem haben die Wohnungen jetzt Balkone, und der Dachboden, der sonst nur als Trockenraum diente, ist ebenfalls zu Wohnungen umgebaut worden. Mehr als eine Million Euro hat die Lüwo in die Sanierung der Häuser 6 bis 10 gesteckt.
Ein altes Haus an der benachbarten Dammstraße wurde abgerissen. Um den Parkdruck in der Straße zu mindern, wurden auf diesem Gelände sechs Garagen gebaut und zusätzlich 14 Stellplätze geschaffen.
Bis Anfang 2015 wurden auch die restlichen Häuser der Lüdenscheider Wohnstätten AG (LüWo) in diesem Bereich umfassend saniert. Die LüWo hat in Lüdenscheid insgesamt einen Bestand von rund 2150 Wohneinheiten.

### Umbau eines Firmengeländes zu einer Wohnanlage in der Straße „An der Steinert“
Bereits seit 2011 gibt es Diskussionen darüber, ein leerstehendes Industrieareal in der Straße „An der Steinert“ umfassend zu einer Wohnanlage umzubauen. Das betroffene Grundstück ist ca. 7900 Quadratmeter groß. Anfang 2015 erschien ein weiterer Bericht in den Lüdenscheider Nachrichten, dass weiterhin Interesse am Umbau des Grundstücks zu einer Wohnanlage besteht. Bisher sei dafür noch kein konkreter Investor gefunden worden.

## Sehenswertes
Die unterschiedlichen Häuser des Stadtteils Wehberg sowie die ausgedehnten Fußwege in dem Viertel laden zu Spaziergängen ein.
Viele Grünanlagen prägen das Bild des Viertels.
Für Kinder gibt es einige neu gestaltete Spielplätze in dem Stadtteil.

## Verkehrsanbindung

### Bahnverkehr
Die nächstgelegenen Verknüpfungspunkte mit der Schiene sind der nahe Bahnhof Lüdenscheid und alternativ im Lüdenscheider Stadtteil Brügge der Bahnhof Lüdenscheid-Brügge. Der Bahnhof Lüdenscheid ist 15 – 20 Gehminuten entfernt, während die bis Dezember 2017 Brügge (Westfalen) genannte Station gut mit dem Auto oder per Bus in wenigen Fahrminuten erreichbar ist. Die Bahnstrecke Brügge–Lüdenscheid selbst verläuft durch das nahegelegene Stadtteil Grünewald.
Zusätzlich wurde erwogen, aufgrund der vielen Einwohner in den umliegenden Stadtteilen am Lüdenscheider Kreishaus einen Haltepunkt einzurichten. Allerdings wäre dieses Projekt wegen der problematischen topografischen Lage mit sehr hohen Kosten verbunden. Darum stand die Verlegung des Bahnhofes Lüdenscheid im Blickpunkt und das Vorhaben ist nicht weiter verfolgt worden.

### Busverkehr
Die Anbindung von Wehberg an den öffentlichen Personennahverkehr (ÖPNV) erfolgt größtenteils durch die Buslinien S1 (eine Schnellbuslinie in die Innenstadt von Lüdenscheid und nach Iserlohn), 254 (eine Schulbuslinie), 42 und 44 (zwei Stadtbuslinien) der Märkischen Verkehrsgesellschaft (MVG).
Wichtige Bushaltestellen in dem Stadtteil sind: „Autohaus Jürgens“, „Am Weiten Blick“, „Wehberg Wendestelle“, „Wehberg“, „Dammstraße“, „Schafsbrücke“, „MVG-Verwaltung“, „Breitenfeld“, „Hochstein“, „Hasenkamp“, „Ballettschule Klüttermann“, „An der Steinert“, „Buckesfelder Straße“ und „Kreishaus (I + II)“.

### Straßenverkehr
Die Anbindung an das Autobahnnetz erfolgt über die nahegelegene Abfahrt Nr. 13 Lüdenscheid-Nord und die Abfahrt Nr. 14 Lüdenscheid der Bundesautobahn 45. Diese führt Richtung Norden nach Hagen und Dortmund sowie in Richtung Süden nach Siegen, Wetzlar, Gießen und Frankfurt am Main. Eine Alternativanschlussstelle ist die Abfahrt Nr. 15 Lüdenscheid-Süd der A 45. Auch die beiden Bundesstraßen B54 und B 229 liegen in der Nähe vom Wehberg.
Die Verlegung und Verbreiterung der damaligen Rahmedestraße hatte eine anteilige Verringerung des Straßenverkehrs in der Innenstadt und am Wehberg zur Folge. Außerdem sollte dies zu einer schnelleren Erreichbarkeit der Autobahnanschlüsse führen. Die alte Rahmedestraße verlief zuvor im Bereich der heutigen Straße „Asenberg“.